# Caligus pelamydis
Caligus pelamydis är en kräftdjursart som beskrevs av Henrik Nikolai Krøyer 1863. Caligus pelamydis ingår i släktet Caligus och familjen Caligidae. Arten är reproducerande i Sverige. Inga underarter finns listade i Catalogue of Life.

## Bildgalleri

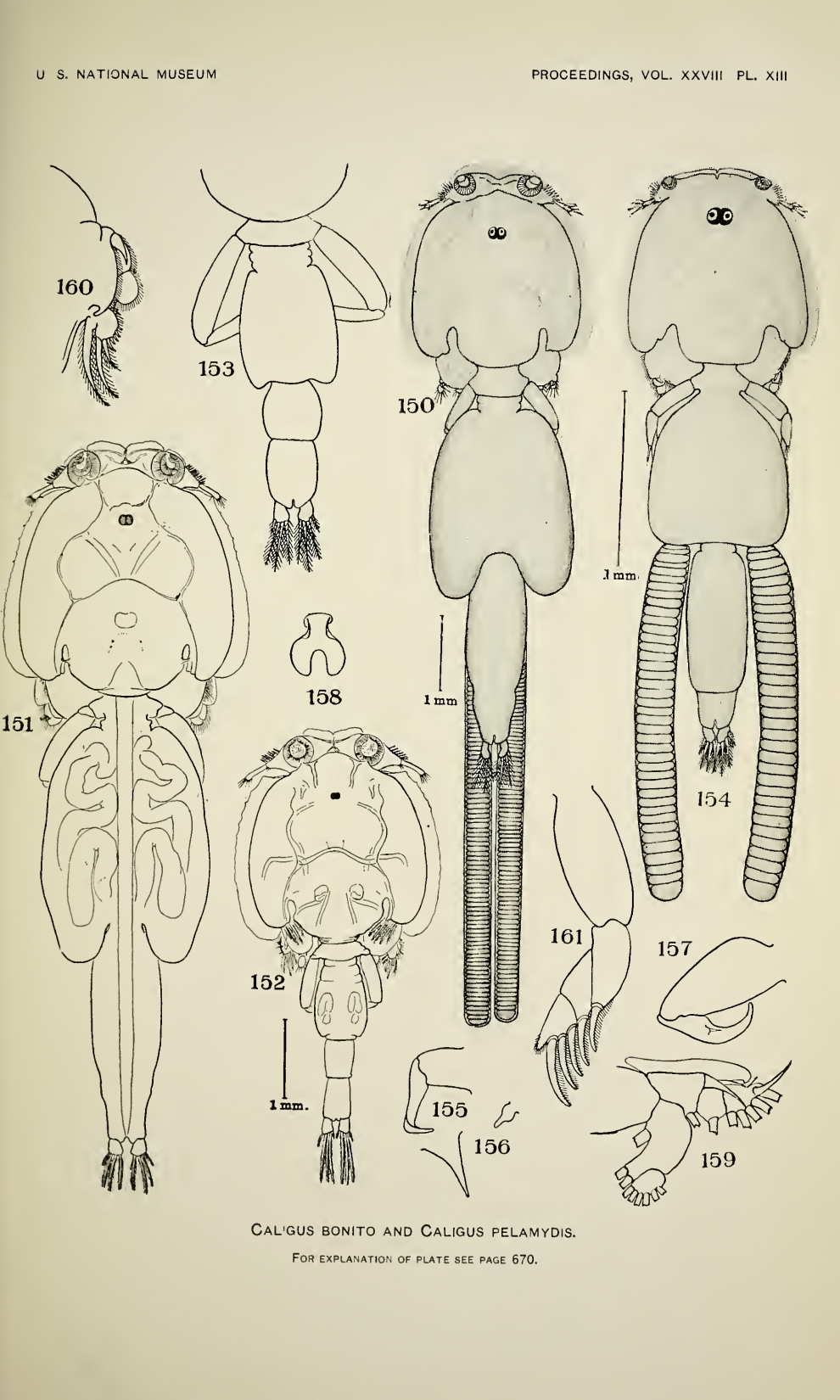